# A13 (Groot-Brittannië)
De A13 is een 68 km lange hoofdverkeersweg in Engeland.
De weg verbindt Londen via Grays, Stanford-le-Hope, Basildon, South Benfleet en Southend-on-Sea met Shoeburyness.

## Hoofdbestemmingen
- Stanford-le-Hope
- Basildon
- South Benfleet
- Southend-on-Sea
- Shoeburyness

## Foto's

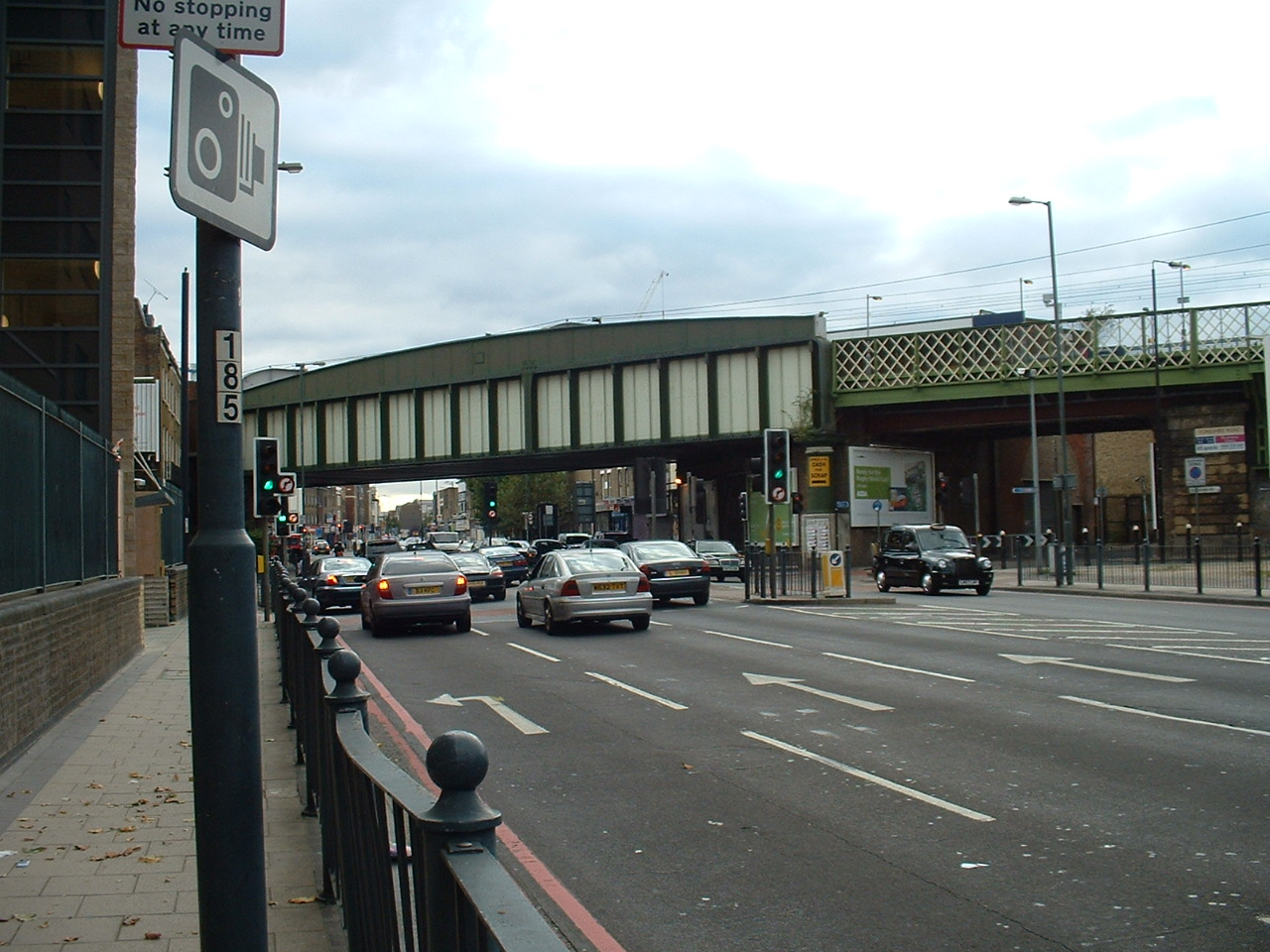
Commercial Road nabij Limehouse railway station
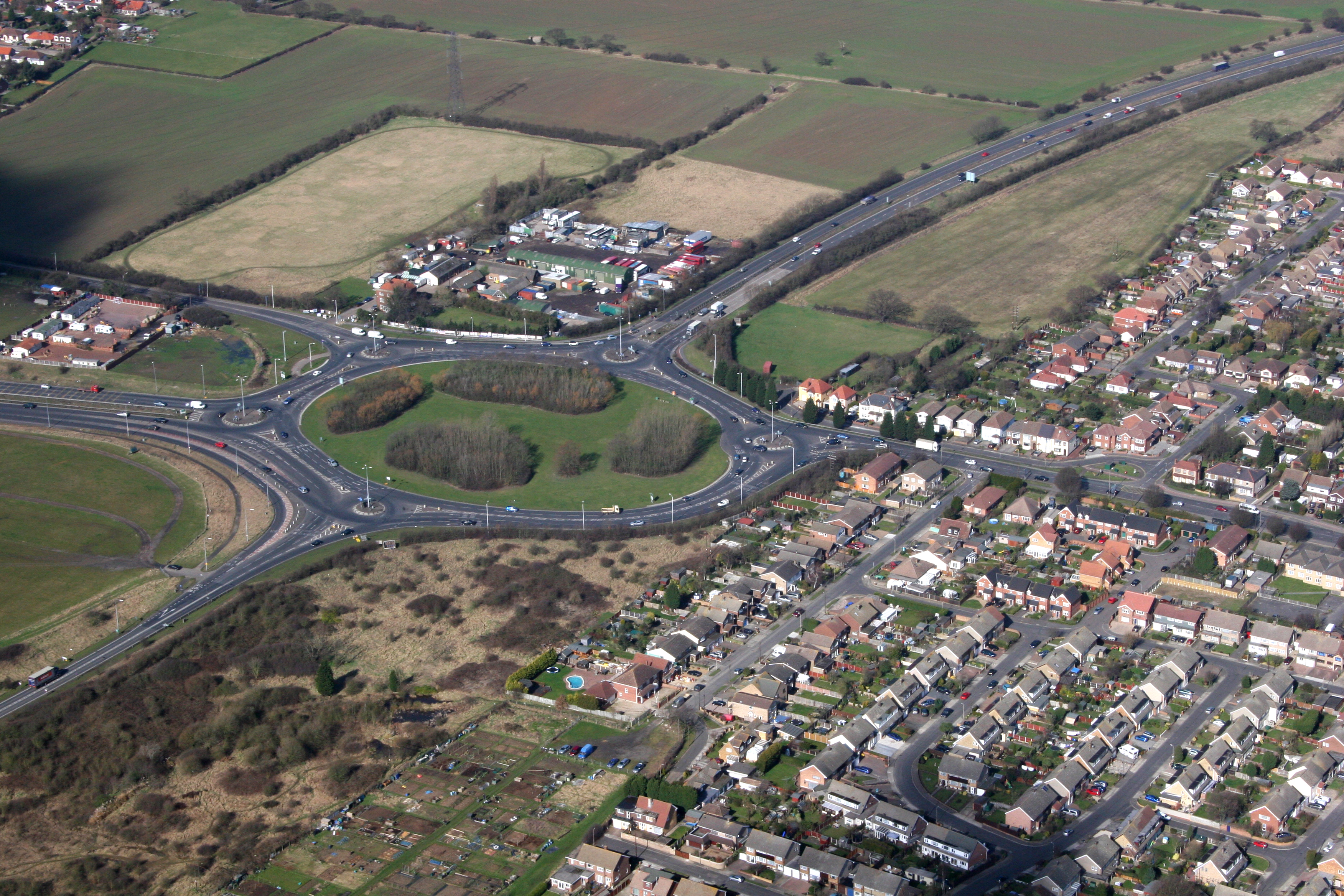
Rotonde Sadlers Farm Roundabout